# Titanic II (película)
Titanic II es una película de 2010 de género catástrofe lanzada directa a DVD por el estudio The Asylum, siendo estrenada el 24 de agosto de 2010 en los Estados Unidos.  A pesar de lo que indica el título, esta película no es una secuela de la famosa película Titanic de 1997 que fue dirigida por James Cameron, y el título de la película hace referencia al nombre del barco del film.

## Argumento
En las frías aguas del Ártico, cerca del glaciar Helheim en Groenlandia, una persona está surfeando sobre las olas creadas por la caída de pedazos de hielo que caen del glaciar al océano debido a los efectos del calentamiento global. Sin embargo, un gran trozo de hielo cae al agua, creando una ola especialmente grande. El surfista intenta escapar de la ola, pero es demasiado rápido para él, y en cuestión de segundos, lo atrapa y lo ahoga, acabando con su vida.
Poco después, el capitán de la Guardia Costera de los Estados Unidos, James Maine, es enviado a investigar a Groenlandia. Allí se encuentra con la Dr. Kim Patterson.
El 10 de abril de 2012, 100 años después de la partida del RMS Titanic en su infortunado viaje inaugural, se bautiza un nuevo crucero de lujo de aspecto similar, el SS Titanic II. Se embarca en su viaje inaugural realizando la misma ruta que el Titanic tomó 100 años antes, aunque en dirección contraria, desde la ciudad de Nueva York, Nueva York, EE. UU. a Southampton, Inglaterra. Las enfermeras Amy Maine y Kelly Wade son contratadas para trabajar en el Titanic II. Un helicóptero aterriza en el barco donde aparece el propietario del Titanic II, Hayden Walsh. Hayden reúne a  los pasajeros para conmemorar "el hundimiento del barco original junto a todas las víctimas que fallecieron". Finalmente, el capitán del barco, Will Howard, da la orden para zarpar. 
Durante la travesía del Atlántico, James advierte a la tripulación de un tsunami que arrastrará a todos los iceberg que estén en su camino. Cerca del Glaciar, un trozo de hielo aún mayor se desprende y se hunde en el agua, creando el tsunami que hace que un iceberg se estrelle contra el barco. Algunos pasajeros quedan heridos mientras que los demás se encontraban reunidos en el salón comedor. Todo el costado de estribor del buque y las rampas de estribor de los botes salvavidas son aplastados, mientras se ejerce una inmensa presión sobre las turbinas del buque. Mientras la gente lucha por escapar de las aguas crecientes y correr hacia los botes salvavidas en forma de submarino en el lado de babor, las turbinas finalmente explotan, matando a muchas personas, incluyendo a Will. La explosión también causa un inmenso incendio en el Titanic II, que se hunde por su proa mientras que también se encuentra en un ángulo poco profundo hacia su lado de estribor.
Pronto, otra ola más poderosa golpea el lado de estribor del barco, dándole la vuelta y ahogando a la mayoría de los pasajeros que aún estaban a bordo. Todos los botes salvavidas son destruidos por varios pedazos del iceberg, matando a todos los que están dentro de ellos. Habiendo elegido permanecer a bordo del barco en lugar de ir a los botes salvavidas, Hayden, Amy y Kelly sobreviven hasta este punto (esto fue en contra de las órdenes del padre de Amy, James). Kelly muere más tarde cuando una puerta muy pesada la aplasta. Con la mayor parte del barco inundado, el Titanic II finalmente se hunde.
La instalación de buceo del barco solo tiene un tanque de oxígeno y un traje de buceo, que Hayden le da a Amy. Antes de sacrificar su vida por ella, Hayden besa a Amy y con sus últimas palabras le dice que lo resucite si se ahoga antes de ser rescatado. El capitán Maine llega para rescatar a Amy y Hayden, pero Hayden se ha ahogado para entonces. Amy y un número desconocido de pasajeros heridos, a quienes Hayden ordenó que llevara su helicóptero (antes en la película), son los únicos sobrevivientes conocidos del desastre.

## Reparto
- Bruce Davison - Capitán James Maine
- Brooke Burns - Dr. Kim Patterson
- Shane Van Dyke - Hayden Walsh
- Marie Westbrook - Enfermera Amy Maine
- D.C. Douglas - Capitán Will Howard
- Michelle Glavan - Kelly Wade
- Dylan Vox -  Dwayne Stevens
- Wittly Jourdan - Elijia Stacks
- Myles Cranfor - Wes Hadley
- Carey Van Dyke - Elmer Coolidge
- Kendra Sue Waldman - Madeline Kay

## Producción

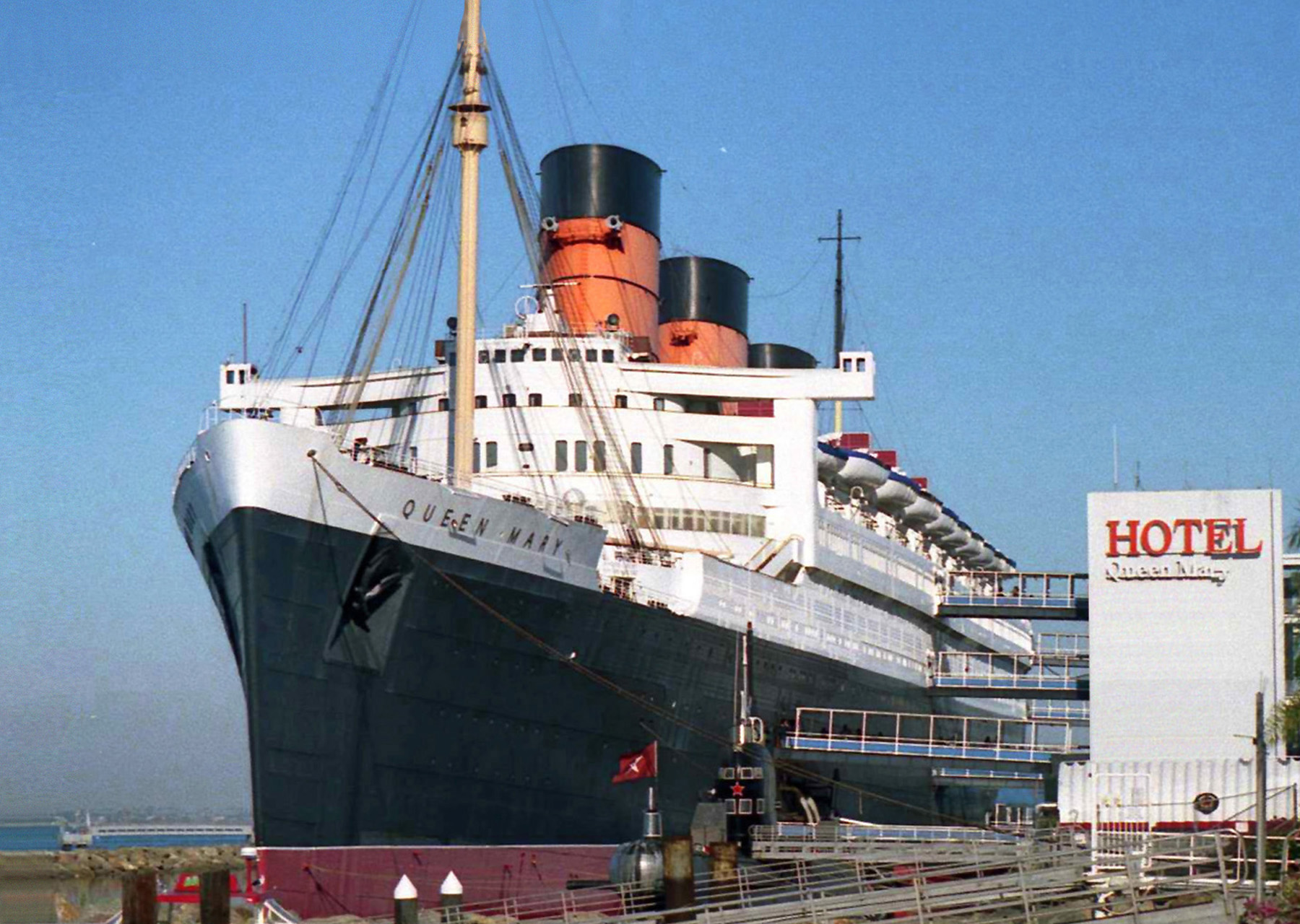
El Queen Mary interpreta al Titanic II

Para la película, el RMS Queen Mary fue utilizado como sustituto para el Titanic II. El Queen Mary había sido utilizado anteriormente como sustituto del SS Poseidon en La aventura del Poseidón, película producida por 20th Century-Fox Film Corporation.

## Curiosidades
- Cuando el iceberg golpea, una pantalla muestra el análisis de integridad del casco, con una advertencia de que se ha superado el "umbral de Ismay-Rosejack". Es una referencia a J. Bruce Ismay, presidente de White Star Line, que operaba el Titanic original, y a los personajes Rose y Jack de Titanic (película de 1997).
- El helicóptero que se utiliza para volar hacia y desde el sitio de la NOAA es un CH-53E Super Stallion de la marca USMC.
- El hundimiento del Titanic II es similar a la original y la de Poseidón.
  - El barco chocó contra un iceberg, aunque más desastrosa.
  - Cuando el segundo tsunami vuelca el barco, es una referencia al hundimiento del MS Poseidón de la película de 2006.

## Secuela
El 15 de abril de 2022, se estrenó por la plataforma Tubi; Titanic 666, una secuela directa transcurriendo 10 años después de la tragedia. Después de que un gigantesco crucero navegase sobre el lugar donde se estrelló el Titanic, empiezan a ocurrir perturbadores y oscuros eventos en el barco. Mientras que la capitana del barco investiga lo sucedido, algo está claro: los pasajeros del Titanic original han vuelto.